# Australe Scopuli
Australe Scopuli ist ein Steilhang in der südlichen Hemisphäre auf dem Mars, welcher etwa 500 km lang ist. In den frühen 1970er Jahren führte die Internationale Astronomische Union (IAU) den Begriff "Scopulus" als eine von mehreren offiziellen Bezeichnungen für topografische Merkmale auf dem Mars und anderen Planeten und Satelliten ein und beschreibt in der Planetengeologie einen herausstechenden oder unregelmäßigen Steilhang.